# Giovanni Ferrini
Giovanni Ferrini (Florence, avant 1700 - 16 janvier 1758) est un facteur de clavecins et piano-forte italien.

## Biographie
Meilleur élève - au dire du Padre Martini - et assistant de Bartolomeo Cristofori, il poursuit l'activité de ce dernier auprès de la cour princière de Toscane. Tout comme son maître, c'est un facteur doué et inventif.  Deux instruments de sa main sont identifiés avec certitude : un spinettone de teatro (ou clavecin traverso) de 1731 comparable à celui de Cristofori et un combiné « clavecin-piano » à deux claviers de 1746, considéré comme un tour de force technique. 
On sait qu'il a restauré un instrument de 1666 par Girolamo Zenti. Par ailleurs, selon Giovenale Sacchi et Charles Burney, le célèbre castrat Farinelli aurait possédé un instrument de Ferrini, hérité de la reine Maria-Barbara d'Espagne. Il l'appréciait entre tous et lui avait donné le nom de Raffaello d'Urbino. Enfin Hullmandel, dans un article de l'Encyclopédie méthodique (1791) indique que Ferrini a aussi construit des instruments à cordes en boyau.  